# Nulevoj kilometr
Nulevoj kilometr (Нулевой километр) è un film del 2007 diretto da Pavel Sanaev.

## Trama
L'ambizioso Kostja sogna di diventare un produttore di video musicali e Oleg vuole diventare finanziariamente indipendente. Hanno la possibilità di realizzare i loro sogni, ma improvvisamente Kostja si innamora della giovane ballerina Alina.